# Paradiso Boemo
Il Paradiso Boemo (in ceco Český ráj) è un parco nazionale di grandi dimensioni che si estende sul territorio di diversi distretti della Repubblica Ceca appartenenti a tre regioni: Regione di Liberec, Boemia Centrale e Regione di Hradec Králové.

## Storia
L'area paesaggistica protetta del Paradiso Boemo è stata dichiarata tale nel 1955, risultando così la prima della Repubblica Ceca. Mezzo secolo più tardi, per il suo importantissimo valore naturale, geologico e paesaggistico, il geoparco, nel 2005, è stato coinvolto nella Rete europea dei geoparchi e nel 2015 è diventato l'unico membro della rete globale dei geoparchi dell'UNESCO nel Paese.
Il territorio è stata abitato fin dal periodo neolitico e i primi insediamenti vennero realizzati nelle aree pianeggianti mentre le zone rocciose rimasero disabitate con poche eccezioni. In seguito si costruirono strutture fortificate e il sistema degli insediamenti difensivi rimase attivo fino al Medioevo. Il nome Paradiso Boemo venne utilizzato la prima volta dal poeta ceco Karel Havlíček Borovský e da quel momento divenne di uso comune.

## Finalità

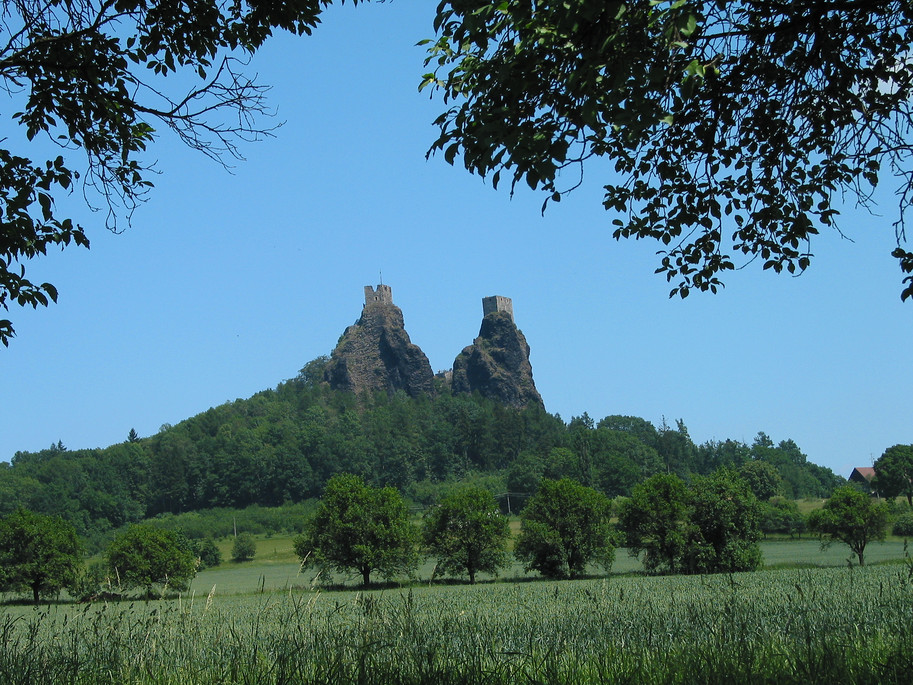
Panorama con le rovine del castello di Trosky, a Troskovice, uno dei simboli del Paradiso Boemo

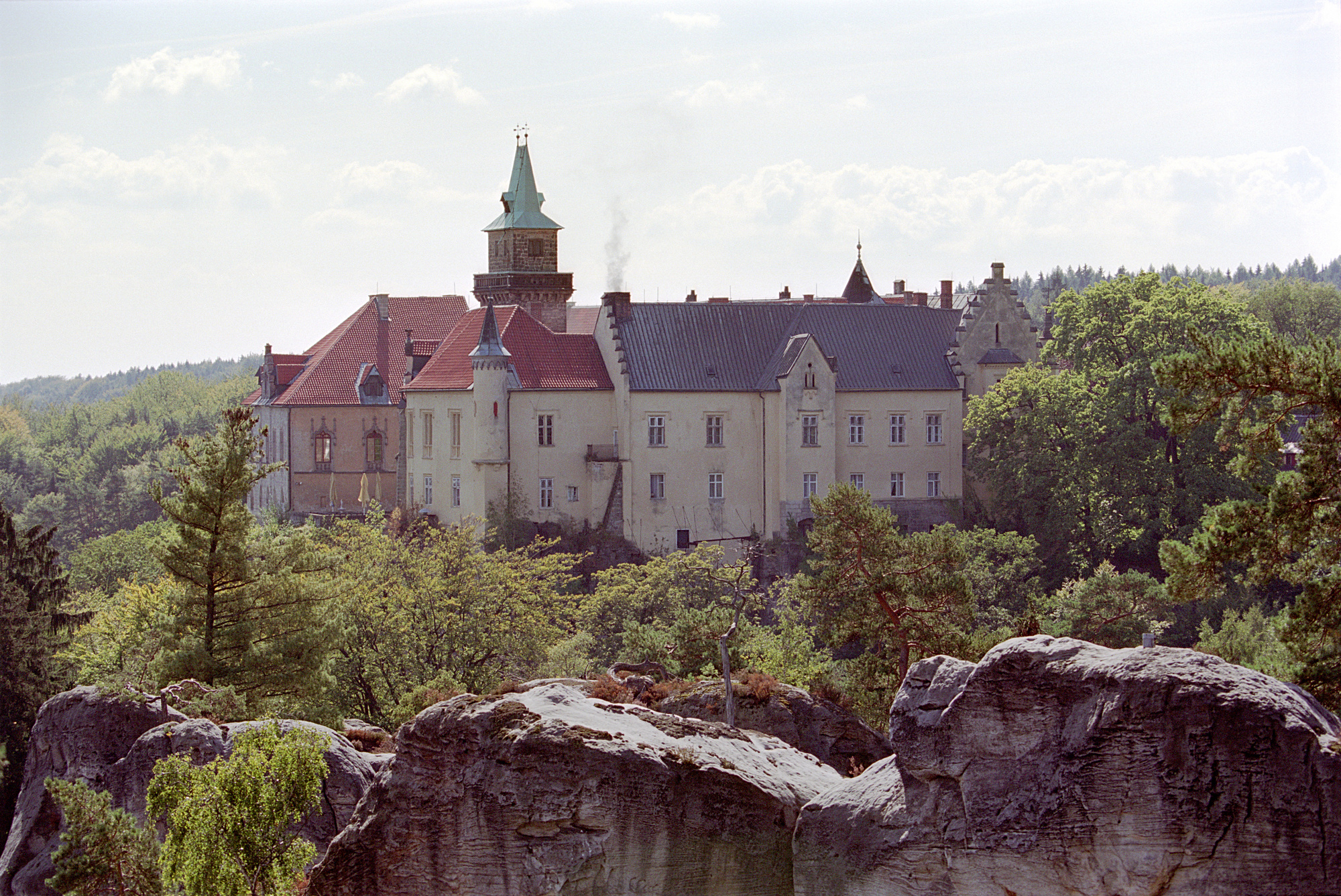
Castello di Hrubá Skála

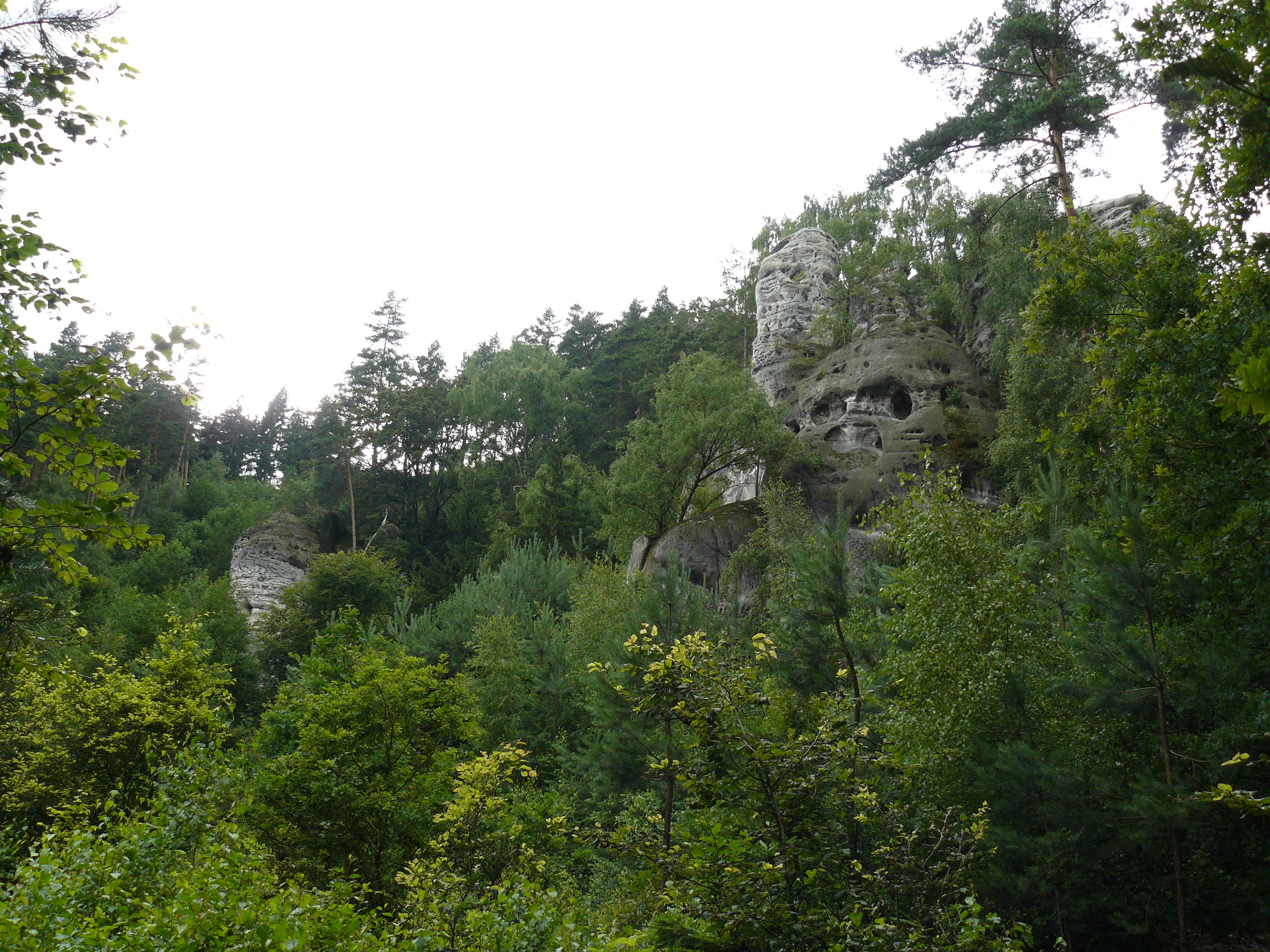
Territorio di Apolena

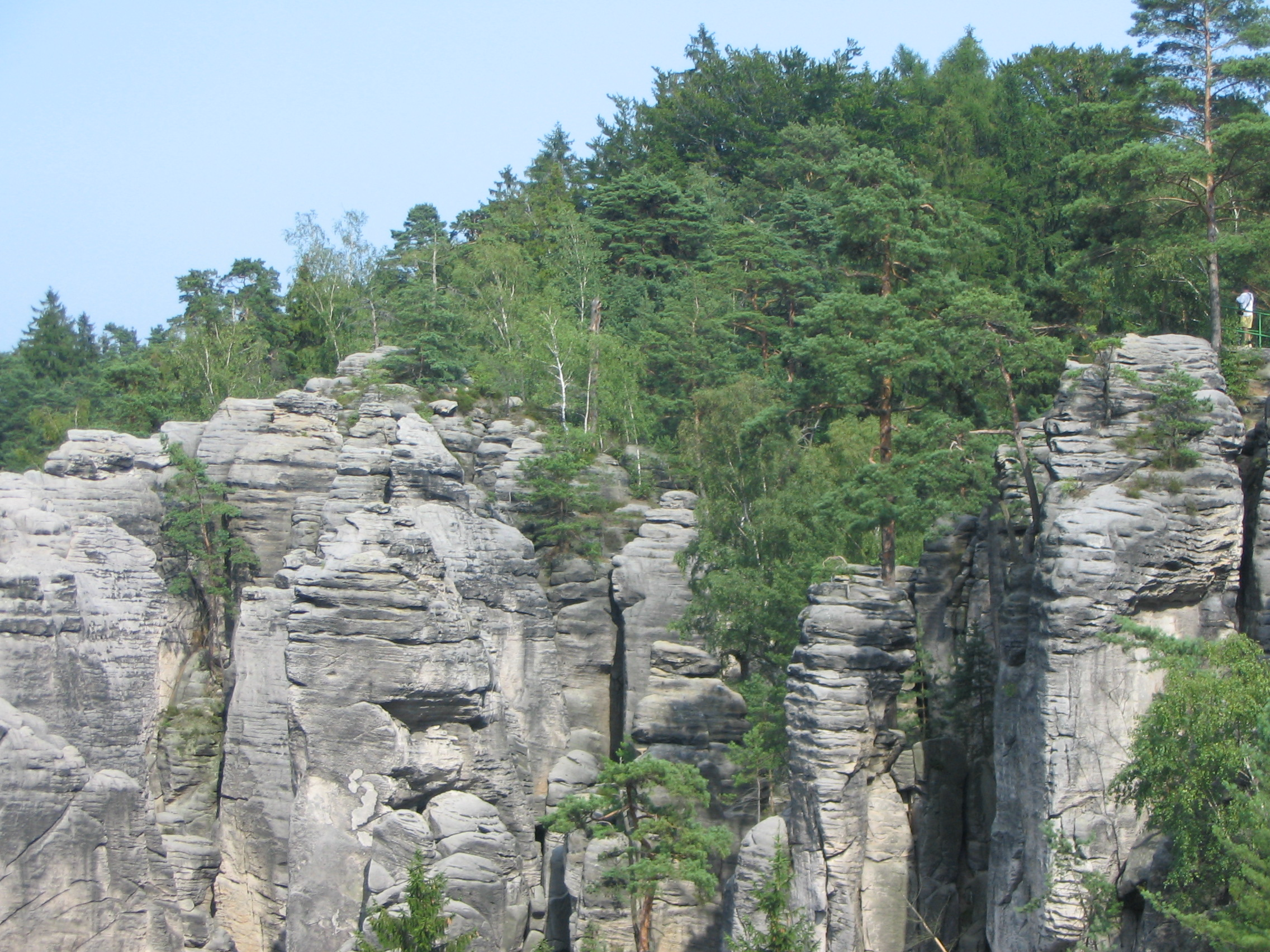
Città di Prachovski

Il geoparco è gestito dalla società senza scopo di lucro Geopark Český ráj o.p.s. con la finalità di preservarne il patrimonio naturale e storico, applicare i risultati della ricerca e della scienza e svolgere una funzione educativa ecologica per i visitatori, oltre ad incentivare lo sviluppo sostenibile in collaborazione con le comunità locali.

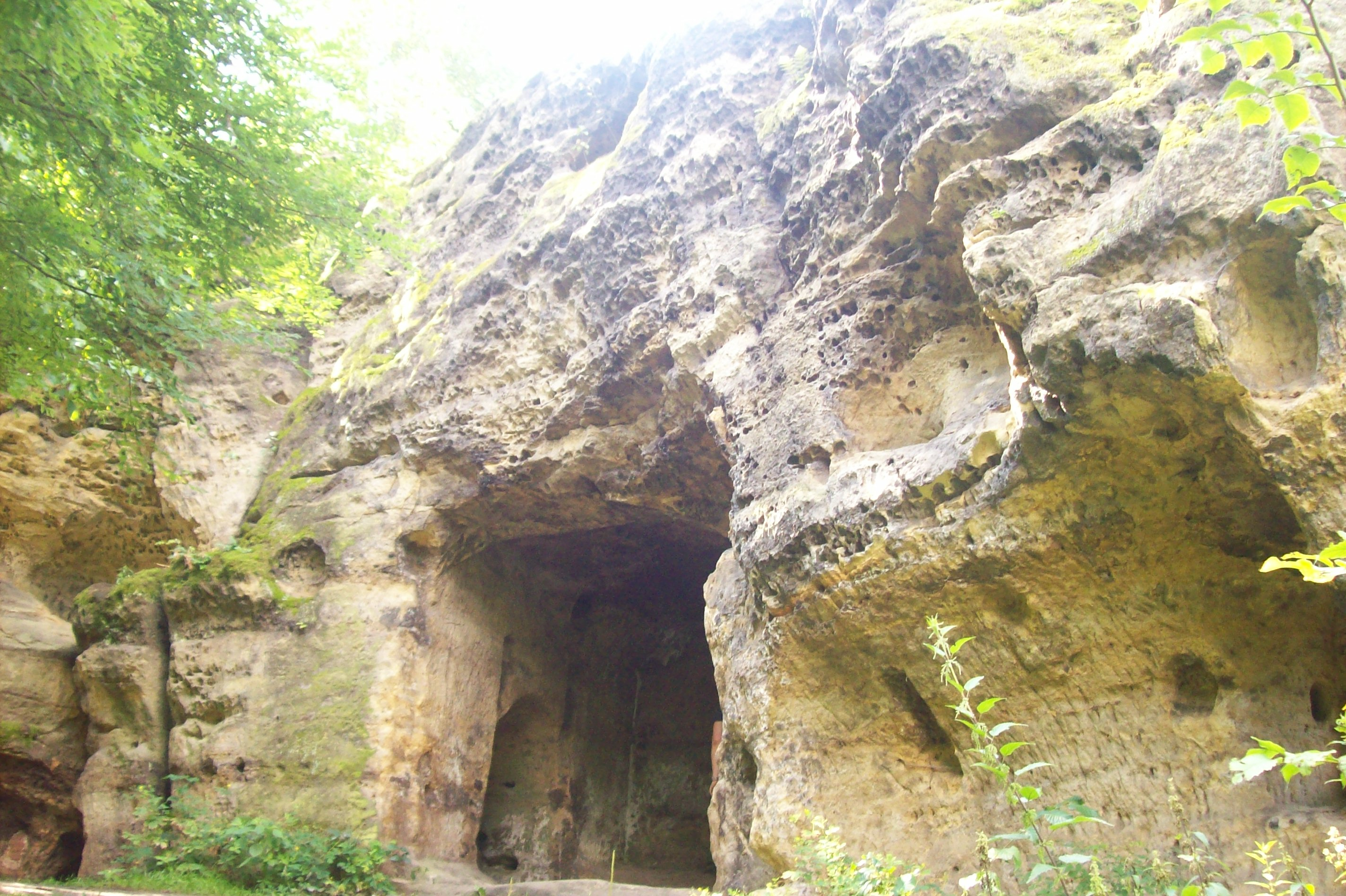
Grotta nell'area naturalistica

## Descrizione
L'intero territorio interessa diversi distretti della Repubblica Ceca: il Distretto di Semily, Distretto di Jablonec nad Nisou, Distretto di Liberec, Distretto di Mladá Boleslav e Distretto di Jičín. La città principale del territorio è Turnov, Il geoparco è ricco di notevoli fenomeni geologici e geomorfologici. Siti paleontologici, archeologici e mineralogici contribuiscono alla conoscenza dell'evoluzione della Terra. Il complesso naturale si compone di tre territori geologicamente diversi e questo lo rende eccezionale. Il paesaggio si distingue per la sua alta concentrazione di monumenti naturali e storici, dimostrando anche l'influenza e l'importanza delle condizioni naturali sullo sviluppo economico e culturale della società. Il territorio, nel corso di centinaia di milioni di anni, è stato fondale marino e lacustre con varie attività vulcaniche. Tra i principali aspetti d'interesse presenti nel territorio vi sono le città rupestri in arenaria risalenti all'era mesozoica che si presentano in vari stadi di sviluppo e mostrano un altissimo valore estetico e scientifico. Climaticamente l'area è temperata, mediamente umida e con inverni miti.
Le città rupestri mostrano un confine discontinuo e coprono un'area complessiva di circa 17,6 km² mentre l'effettiva superficie del territorio interessato arriva a circa 200 km². Le città sono separate da pareti rocciose formate da sedimenti del cretaceo, con uno spessore in alcuni punti di 240 metri. Il territorio è costituito prevalentemente da arenarie mesozoiche cretacee di varie età. I sedimenti si sono formati principalmente nella zona costiera poco profonda. Il macrorilievo dell'intera area è molto vario ed è costituito da un misto di basse colline, altopiani e bacini. Ci sono anche numerosi canyon e valli con pianure alluvionali ben sviluppate.
Principali città rupestri:
- Città di Tesky Raj. Le formazioni rupestri sono il principale fenomeno naturale ed estetico. Nonostante alcune caratteristiche comuni, le singole città rupestri sono molto diverse per età, modo di sedimentazione, qualità dei grani e materiale cementante, spessore dei singoli strati, carattere dei fattori di formazione esogeni o stadio di sviluppo della città rupestre.[6]
- Città Hruba skala. Questa è una tipica città rocciosa a pilastri nelle arenarie di Coniacia. Contiene una serie di torri isolate, finestre rupestri e porte. L'altezza delle pareti rocciose continue raggiunge un valore fino a 60 metri.[7]
- Città di Apolena. Si tratta di una città rupestre piccola ma dalla forma perfetta, costituita da arenaria grigio chiaro con numerose porte rocciose, nicchie, grotte e cavità. L'arenaria ha un basso contenuto di cemento prevalentemente caolinico con cime rocciose arrotondate. Se visto da lontano, contrasta con le fenomenali torri di basalto di Trosky. Nella Riserva naturale si trova la più grande grotta abisso della Repubblica Ceca.[8]
- Città di Pcihrazske. Si tratta di una città rupestre formata a tre livelli di altezza in blocchi di arenaria coniaciana. Le incrostazioni ferriche sono una caratteristica evidente. In una parte del territorio i blocchi brillano lungo il basamento.[9]
- Città nella Valle Plakanek. Si tratta di una valle a forma di canyon con diramazioni laterali e pareti rocciose e torri. Contiene grotte e cascate stabili e occasionali. Le particolari sorgenti sorgenti permettono lo sviluppo di vegetazione igrofila con formazione di cascate di travertino.[10]
- Città Suche. Si tratta di un costone roccioso frastagliato costituito da dure arenarie quarzose di età cenomaniana. Gli strati di sedimentazione originariamente orizzontali sono stati ruotati in una posizione quasi verticale lungo la frattura di Lutice. Le rocce portano tracce di gelo e specchi tettonici chiaramente definiti come residui di movimenti tettonici. Si tratta di un sito esteticamente e geomorfologicamente unico tra le arenarie cenomaniane altamente silicizzate.
- Città di Prachovski. Si tratta di una città rocciosa completa, divisa da una fitta rete di canyon e gole e linee di faglia delimitate geotettonicamente ed è il residuo di un'isola barriera. Le torri rocciose ben sviluppate con tracce conservate delle correnti oceaniche sono costituite da arenarie purissime. La città rupestre è un mosaico unico e variegato di un microambiente che consente lo sviluppo di diverse comunità di flora e fauna.
- Città di Klokoski e Betlimske. Il territorio comprende piccole città rupestri sviluppate in strette valli. Nel territorio è presente il maggior numero di formazioni cave, con oltre 300 grotte in circa 3 km².
- Maloskilskd Drfbovna. Questa zona contiene tipiche cime rocciose arrotondate con piatti rocciosi ben sviluppati. Ci sono una serie di grotte, nicchie, finestre, cancelli, tunnel, cavità, massi in equilibrio e funghi di roccia.
- Skaly na Sokolu. Città rupestre fortemente influenzata dalla penetrazione dei neovolcaniti e dalla ripida valle del Jizera. Nelle arenarie sono presenti frequenti incrostazioni ferriche e numerosi blocchi crollati.
- Valle della Luna. Si tratta di blocchi sostanzialmente inclinati ai margini di una ripida e stretta valle. Il territorio è caratterizzato dal sovrascorrimento sulla faglia di Lutice e dall'attività vulcanica terziaria.
- Banchi di faggio a Rakousy. Valle laterale della valle a forma di canyon del fiume Jizera, con affioramenti di pareti rocciose di arenarie del Medio Turoniano. Queste arenarie calcaree a grana fine formano pareti rocciose continue e, con il loro alto contenuto di carbonati, consentono la formazione di alcuni fenomeni più tipici delle aree carsiche.[11][1][2]